# 라이브 공식 23-4: Time 2 L.O.V.E
라이브 공식 23-4: Time 2 L.O.V.E은 2010년 12월 26일 대한민국 코엑스 Hall D에서 열린 가수 윤하의 콘서트이자, 윤하의 소속사가 라이온미디어일 때의 마지막 콘서트이다. 게스트로는 화요비, 김범수가 초청되었다.

## 셋리스트

### 1부
1. 꼬마 - I cry
2. 속마음
3. 고백하기 좋은 날
4. 한 우산 아래
5. Hello Beautiful Day
6. 연애조건
7. 1, 2, 3
8. I Love You For Sentimental Reasons
9. 빗소리
10. 오늘 헤어졌어요 (with 화요비)

### 2부
1. 기다리다
2. 내 남자친구를 부탁해
3. 오늘 서울은 하루종일 맑음
4. Dance with My Father
5. This Christmas
6. White
7. 엉뚱한 상상
8. Best Friend
9. 혜성
10. 비밀번호 486

### 앙코르
1. I Don't Wanna Miss a Thing
2. My Song And... (Korean Ver.)